# 潘氨酸
潘氨酸（英語：Pangamic acid或Pangamate），又译作泮加酸、泛配子酸，俗称维生素B15，分子式C
10H
19O
8N，是最初由恩斯特·T·克雷布斯父子在杏仁的水溶性成分中发现的一种化学物质，为葡萄糖酸的二甲氨基乙酸酯（d-葡萄糖酸二甲氨基乙酸酯），常温常压下为白色无味吸湿性結晶，溶于水，不溶于丙酮、氯仿、乙醚等有机溶剂。他们将这种物质宣传为一种可以治疗许多疾病的药物，并将其称为“维生素B15”，但潘氨酸不是真正意义上的维生素，也不具备营养价值，同时也没有已知的治疗任何疾病的用途，被称作“假药”（quack remedy）。包括1951年克雷布斯父子认定的d-葡萄糖酸二甲氨基乙酸酯在内，曾有许多被标为“潘氨酸”的物质被研究或作为药物出售，但没有一个化合物被科学证实符合最初描述特征，因此现在潘氨酸泛指一类物质，而不是某一具体物质的名称。

## 词源学
除了在杏仁中，潘氨酸也在米胚芽、米糠、酿酒酵母、中血和马肝等不同生物组织中发现。由于其在不同生物中普遍存在，而且其在一些植物种子中浓度很高，因此克雷布斯父子根据词缀“pan-”（意为“普遍的”）和“gamic”（形容词，本意为“配子的”，衍生成“种子的”之意）将这种物质命名为“pangamic acid”。因此中文又译作“泛配子酸”。

## 克雷布斯父子的万灵药骗局
克雷布斯父子推广了两种所谓的“神药”——“维生素B15”和“维生素B17”，并将其分别描述成“万能药”和“抗癌神药”。
克雷布斯父子从李属植物、大米以及大麦的种子中得到了一种未确认的提取物，他们于1943年申请提取方法的专利， 并于1949年美国专利局通过这一申请。在专利中，这种提取物被描述成万灵药，通过“免疫人或动物身体系统中存在的毒素”来“缓解或预防哮喘和哮喘相关疾病；湿疹；关节炎；神经炎；神经痛；以及皮肤，呼吸道、关节感染，甚至还包括减少细胞增殖”。1951年，他们发表论文称，利用他们自己专利技术得到的提取物中分离得到了一种化合物，测得相对分子质量为281，实验式约为C10H19NO8，具有糖醛酸（或其钠盐）的氨基衍生物性质，并命名为潘氨酸。但给出的数据不能充分证实得到的是否为纯净物。1955年，他们申请的一种葡萄糖酸N-取代甘氨酸酯类化合物的合成方法专利通过，但专利中没有给出数据支持这一合成方法，包括合成潘氨酸本身。
随后其他研究人员尝试合成这种酯，但无法重现专利中提到的潘氨酸合成方法，因此对潘氨酸研究主要集中在确定各种物质是不是克雷布斯父子描述的哪一个物质。有一个综述文章列出了所有据称为“潘氨酸”的物质，但克雷布斯父子描述为：“所有据称为“潘氨酸”或“维生素B15”的物质没有一个是能通过科学方法证明其符合实验式。”
研究人员利用核磁共振谱对克雷布斯一名同事在20世纪50年代提供的一份“潘氨酸”样品进行鉴定，发现其仅为乳糖。因此“潘氨酸”更像是一类物质的代名词，而不是特指某一具体物质。
市面上销售的标作“潘氨酸”或“维生素B15”的药物也含有各种不同的化学成分，而且“潘氨酸”供应商经常定期更改该标签下销售的化合物的标识。一则轶事称，美国FDA曾查获健安喜公司出售的大量“潘氨酸钙”。在FDA提起诉讼要求停止销售后，健安喜同意停止销售这些瓶装药物。但是整改后人们发现健安喜仍在以相同包装销售这种药物，不过瓶中的物质似乎发生变化。由于潘氨酸的模糊性，FDA认为它是一种“不是可识别的物质”（not an identifiable substance）。
综上所述，被声称为“潘氨酸”或“维生素B15”的物质包括：
- 1951年克雷布斯父子在论文中提出的d-葡萄糖酸二甲氨基乙酸酯，从未合成出来，苏联尝试合成其钙盐也失败。
- 含有二甲胺的混合物，1951年尝试合成“潘氨酸”的结果，可能具有致癌性。
- 二氯乙酸二异丙胺（肝乐[15]），克雷布斯1955年专利类似物，合成成功，易水解为已知有毒化合物。
- 药理学惰性物质，涵盖从最初合成尝试得到含葡萄糖酸钙的混合物到纯乳糖。

## 临床研究
克雷布斯父子在最初的专利中声称潘氨酸可用于解毒以及治疗哮喘、皮肤病、关节痛和神经痛等多种疾病，但专利申请中并没有给出证据支持这些说法。早期对潘氨酸的宣传还包括可供赛马和人类使用。尽管克雷布斯父子将其命名为“维生素B15 ”，但没有证据表明它符合维生素的定义，因为没有证据表明它是人体所需的营养素。 
大部分对潘氨酸的临床研究是在前苏联进行。但这些研究通常没有说明研究的是哪种被称为“潘加酸”的化合物，而且这些研究质量很差，因为它们主要以轶事证据为主而非展开对照实验，并且忽视了对人类的短、长期安全性。
到80年代前，后续又声称潘氨酸能治疗包括癌症、心脏病、精神分裂症以及改善氧气利用率，但均没有显著证据支持这些说法，也没有证据表明它对人类安全。一篇评论文章指出其符合“假药”的定义标准。

## 安全性
曾有研究利用埃姆斯试验对市面上所谓的“潘氨酸”药物进行致突变性检测，结果呈阳性，检测出的致癌物包括：二异丙胺、二氯乙酸以及混有亚硝酸钠的二甲基甘氨酸。

## 法律规定
1995年，美国FDA建议查封所有以潘氨酸为广告词的化学品，并限制其进口和州际运输，理由是潘氨酸制品不安全，且没有已知的营养成分。 对于加拿大，当时的加拿大食品和药品管理局（Canadian Food and Drug Directorate）也在禁止了潘氨酸在国内的销售。